# Franz Ernst Neumann

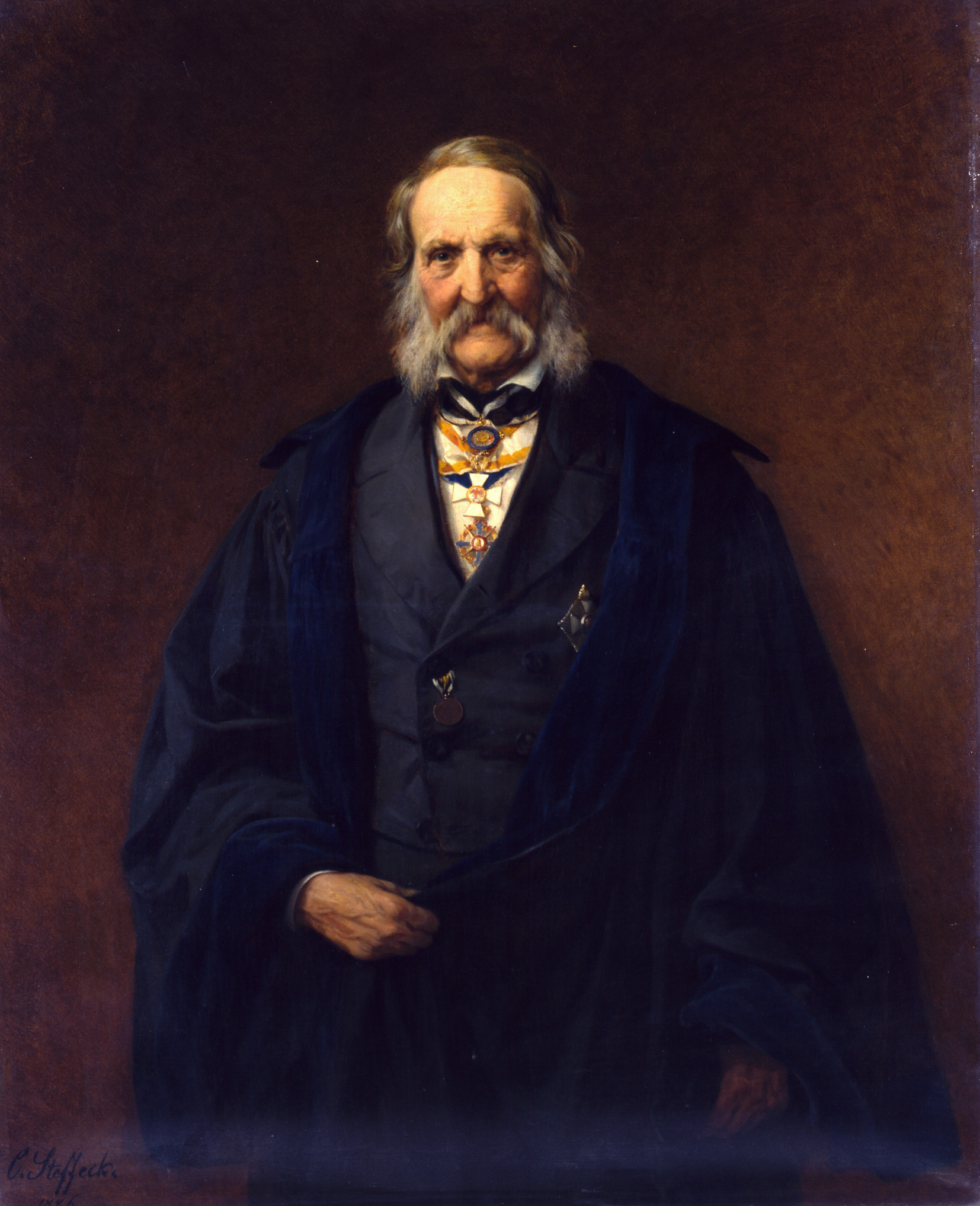
Franz Ernst Neumann, porträtt av Carl Steffeck, 1886.

Franz Ernst Neumann, född 11 september 1798 i Joachimsthal, Preussen, död 23 maj 1895 i Königsberg, var en tysk fysiker och mineralog. Han var far till Carl Gottfried och Friedrich Julius Neumann.
Neumann blev 1829 ordinarie professor i fysik och mineralogi vid universitetet i Königsberg samt kan sägas ha bildat en fysikalisk skola omkring sig. Hans avhandlingar, som återfinnas i Johann Christian Poggendorffs "Annalen", behandlar huvudsakligen ljusets brytning, kristallografiska bestämningar och elektriska strömmar. Bland hans arbeten kan särskilt nämnas Vorlesungen über die Theorie der Elasticität der festen Körper und des Lichtäthers (1885). Han tilldelades Copleymedaljen 1886.
Han påvisade Neumanns lag, det vill säga förhållandet, att specifika värmet för en del legeringar kan beräknas ur beståndsdelarnas specifika värme enligt blandningsregeln, det vill säga under den förutsättningen, att legeringens beståndsdelar bibehåller samma specifika värme, som de hade i det fria tillståndet. Detta beräkningssätt äger särskilt god tillämplighet för vissa legeringar mellan två och två av metallerna bly, tenn, antimon och vismut.